# هارولد ماير
هارولد ماير (بالإنجليزية: Harold Mair)‏ هو سياسي أسترالي، ولد في 2 يونيو 1919، وتوفي في 7 سبتمبر 2011 في ألبوري في أستراليا. نشط حزبياً في حزب العمال الأسترالي. وقد انتخب عضو الجمعية التشريعية لنيو ساوث ويلز.